# Emarosa
Gli Emarosa sono un gruppo musicale formatosi a Lexington, Kentucky, nel 2006.
Erano originariamente chiamati Corsets Are Cages, ma il nome fu cambiato poco prima dell'uscita del loro primo EP.

## Storia del gruppo
La band nasce con il nome di "Corsets Are Cages", formata da quattro membri, con questo nome registrano inizialmente tre canzoni.
Dopo l'abbandono di due dei fondatori vengono ingaggiati quattro nuovi membri, tra cui il cantante Chris Roetter. Nascono così gli Emarosa. Con Chris Roberts e Myke Bryant, gli unici fondatori rimasti, la band firma un contratto con la Standby Records per incidere 7 nuove tracce, le quali vanno a formare il loro EP This Is Your Way Out. L'EP esce il 21 maggio 2007.
Successivamente la band firma un contratto con la Rise Records (dopo che Chris Roberts lasciò la band per formare The Revival Sound), e inizia a lavorare sul secondo album.
Nel contempo Johnny Craig fonda i Dance Gavin Dance, e dopo il primo album li abbandona per le tensioni tra i membri. Dopo alcune prove con gli Emarosa, fu deciso che Johnny aveva la voce giusta per la musica verso la quale erano direzionati.
Il 26 gennaio 2008 la band posta sul Myspace la prima canzone ufficiale con Johnny Craig, intitolata Set It Off Like Napalm. Il loro album di debutto, Relativity esce l'8 luglio 2008, arrivando alla posizione 191 della Billboard 200. Il secondo album, omonimo e pubblicato nel 2010, ottiene un successo ancora maggiore, arrivando alla posizione 69 della Billboard 200 e alla nona posizione dell'Independent Albums, la classifica degli album indipendenti più venduti settimanalmente negli Stati Uniti. Nel 2014 esce il terzo album, intitolato Versus.
Nel 2016 esce il quarto album, intitolato "131" pubblicato dalla casa discografica Hopeless Records. Nel 2019 esce l'album "Peach club".

## Discografia

### Album in studio
- 2008 – Relativity
- 2010 – Emarosa
- 2014 – Versus
- 2016 – 131
- 2019 – Peach club

### EP
- 2007 – This Is Your Way Out

## Formazione

### Formazione attuale
- Bradley Walden – voce (2013-presente)
- ER White – chitarra solista (2006-presente)
- Matthew Marcellus – chitarra ritmica (2014-presente)
- Robert Joffred – basso (2018-presente, turnista: 2016-2018)

### Ex componenti
- Jordan Stewart – tastiera (2006-2018)
- Will Sowers – basso (2006-2014)
- Lukas Koszewski – batteria (2006-2014)
- Jonas Ladekjaer – chitarra ritmica (2007-2014)
- Mike Bryant – chitarra ritmica (2006)
- Madison Stolzer – chitarra ritmica (2006-2007)
- Jonny Craig – voce (2007-2011)
- Chris Roetter – voce (2007)
- Chris Roberts – voce (2006-2007)